# Quba (Stadt)
Quba, auch Guba (lesgisch Къуба́/Kuba, judäo-tatisch Гъуьбэ/קאובּא/Qybə), ist eine Stadt in Aserbaidschan. Sie ist Hauptstadt des gleichnamigen Bezirks. Die Stadt liegt auf etwa 600 m Höhe an den Ufern des Flusses Kudyal. Die Einwohnerzahl beträgt 25.400 (Stand: 2021). 2014 zählte die Stadt 24.000 Einwohner.

## Geschichte
Quba entstand aus dem Dorf Kudyal, das Anfang des 18. Jahrhunderts Hauptstadt des Khanats Quba wurde. Dieses gehörte zu den mächtigsten Khanaten im Norden Aserbaidschans. Das Khanat wurde 1806 von Russland annektiert.
1918 war Quba Schauplatz eines Massakers armenischer Kämpfer der Daschnakzutjun, die als Vertreter der neu errichteten Sowjetmacht auftraten, an der aserbaidschanischen Bevölkerung. Etwa 4000 Menschen wurden getötet.

## Kultur

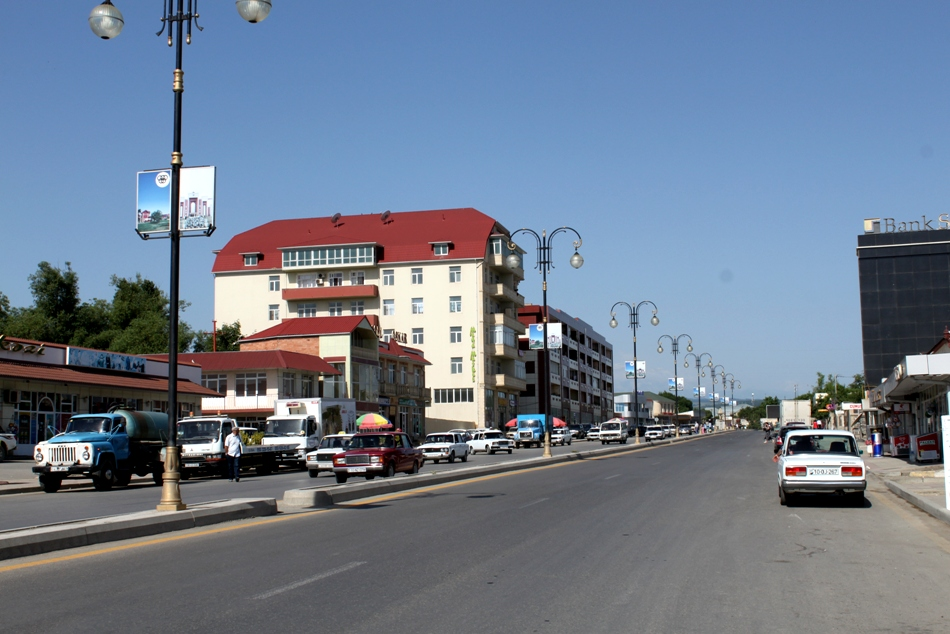
Zentrale Straße in der Stadt

In der Stadt liegt die Festung Tengialty aus dem 16. Jahrhundert. Außerdem verfügt Quba über eine große, achteckige Freitagsmoschee, die Moschee von Sakine-Khanum und die Ardabil-Moschee. Es gibt außerdem ein altes Bad, das von zwei Kuppeln gekrönt wird. Im historischen Museum der Stadt wohnte früher der Denker Abbasgulu Bakhihanov. Des Weiteren gibt es in der Stadt einen alten Friedhof, ein Kino und eine Parkanlage.
Die Stadt besitzt eine Universität.

## Wirtschaft und Verkehr
In Quba werden Teppiche produziert. Von Quba, das an der Fernstraße M1 liegt, besteht eine Busverbindung nach Baku.

## Persönlichkeiten
- Mir Dschafar Bagirow (1896–1956), Politiker
- Fərhad Vəliyev (* 1980), Fußballtorwart